# كريستوبال روجاس ساندوفال
كريستوبال روجاس ساندوفال (بالإسبانية: Cristóbal Rojas Sandoval)‏ هو كاهن كاثوليكي إسباني، ولد في 26 يونيو 1502 في فوينتيرابيا في إسبانيا، وتوفي في 22 سبتمبر 1580 في إشبيلية في إسبانيا.